# 郷ひろし&友美
郷ひろし&友美（ごうひろしアンドゆみ）は、日本の男女二人組歌手。フォーライフミュージックエンタテイメント所属。2011年TBSテレビ「あらびき団」、2015年テレビ東京「モヤモヤさまぁ〜ず2」の出演をきっかけに、知名度が全国区に広がった。

## メンバー
- 郷ひろし - 作曲家で元デューク・エイセスの和田昭治に師事。「和田昭治とかくし子達」のメンバーとしてヤマハ主催の日本歌謡祭'72に出演。高田馬場の中古レコード店レコ―ズ・ハリー経営者[1]。
- 友美 - 専門学校ESPミュージカルアカデミー出身[1]。

## 略歴
2011年7月TBSテレビ｢あらびき団｣・バラエティー番組に地上波初出演。
2015年9月23日、1stメジャーシングル『お弁当箱の唄（レット ミー ゴー）』発表。『お弁当箱の唄』は、日本でCD発売後、YouTubeで世界へ発信。外国でも日本語の歌に合わせて踊る姿がアップロードされている。テレビ東京｢モヤモヤさまぁ～ず2｣の年間MVPに輝く。2016年フォーライフ最優秀新人ディスク賞受賞。

## ディスコグラフィ

### シングル
- 「鞭で打たれて愛されて」[4]（2010年6月） マイライフレコード。作詞・作曲：郷ひろし。
- 「お弁当箱の唄（レット ミー ゴー）」[1][2]（2015年9月23日） フォーライフミュージックエンタテインメント。童謡「おべんとうばこのうた」の替え歌。メロディはシャープ・ホークスの「レット・ミー・ゴー!」（作詞作曲：野沢裕二）。

## 出演
テレビ番組
2011年7月　TBSテレビ「あらびき団」で、地上波デビュー。
2015年　テレビ東京「モヤモヤさまぁ～ず2」年間MVP大賞受賞。
2017年3月　TBSテレビ「Nスタ」 エンタメコーナーで要チェックグループとして紹介される。
2017年7月　NHK BSプレミアム TOKYOディープ!「無限の馬力だ!高田馬場」編で、ゴリと共演。
2017年10月　BSジャパン｢バカリズムワンカット紀行｣新宿区 高田馬場編において、ゴイスな音楽ユニットとして出演。
イベント
2017年9月24日 - 第50回 東京都・池袋「ふくろ祭り｣ - 芸術劇場横・池袋西口公園野外ステージ